# Вулиця Героїв полку «Азов» (Київ)
Ву́лиця Геро́їв по́лку «Азо́в» — вулиця в Оболонському районі міста Києва, житловий масив Оболонь. Пролягає від вулиці Левка Лук'яненка до площі Сантьяґо-де-Чилі.
Прилучаються Добринінська вулиця, площа Леоніда Телятникова, Оболонський проспект, Оболонська площа, Йорданська вулиця, проспект Володимира Івасюка.

## Історія
Вулиця спроєктована у 1960-ті роки під назвою Центральна поперечна південна сторона (№ 3). 1970 року отримала назву вулиця Маршала Малиновського, на честь радянського воєначальника Родіона Малиновського. Забудову вулиці розпочато 1972 року. 
Сучасна назва на честь воїнів полку «Азов» — з 2022 року

## Пам'ятники
На вулиці Героїв полку «Азов» поблизу пожежної частини розташований пам'ятник Пожежникам. У 2011 році поблизу пожежної частини також встановлено меморіальний знак на честь Героїв Чорнобиля та пам'ятник старшинам Армії УНР — уродженцям Києва.

## Установи та заклади
- Дошкільний навчальний заклад № 585 (буд. № 1б)
- Гімназія № 299 з поглибленим вивченням івриту (буд. № 1-В)
- Оболонське районне управління ГУ МВС у м. Києві (буд. № 2-А)
- РКМ «Північний» АЕК «Київенерго» (буд. № 4-А)
- Супермаркет «Сільпо» (буд. № 5)
- Спеціалізована пожежна частина № 25, Музей пожежної справи (буд. № 6)
- Храм ікони Божої Матері «Неопалима Купина» (буд. № 6-А)
- Відділення зв'язку 04212, стоматологічна поліклініка Оболонського району (буд. №  9-А)
- Прокуратура Оболонського району (буд. № 10)
- Дитяча школа мистецтв № 5 (буд. № 11-В)
- БФК «Lake Plaza» (колишній ТРЦ «Метрополіс»)  (буд. № 12)
- Центр сімейного дозвілля «Дивосвіт» (буд. № 24/10)
- Дошкільний навчальний заклад № 573 (буд. № 27-Г)
- Школа-дитсадок «Перша ластівка» (буд. № 30-А)
- Супермаркет «Сільпо» (буд. № 34)

## Зображення

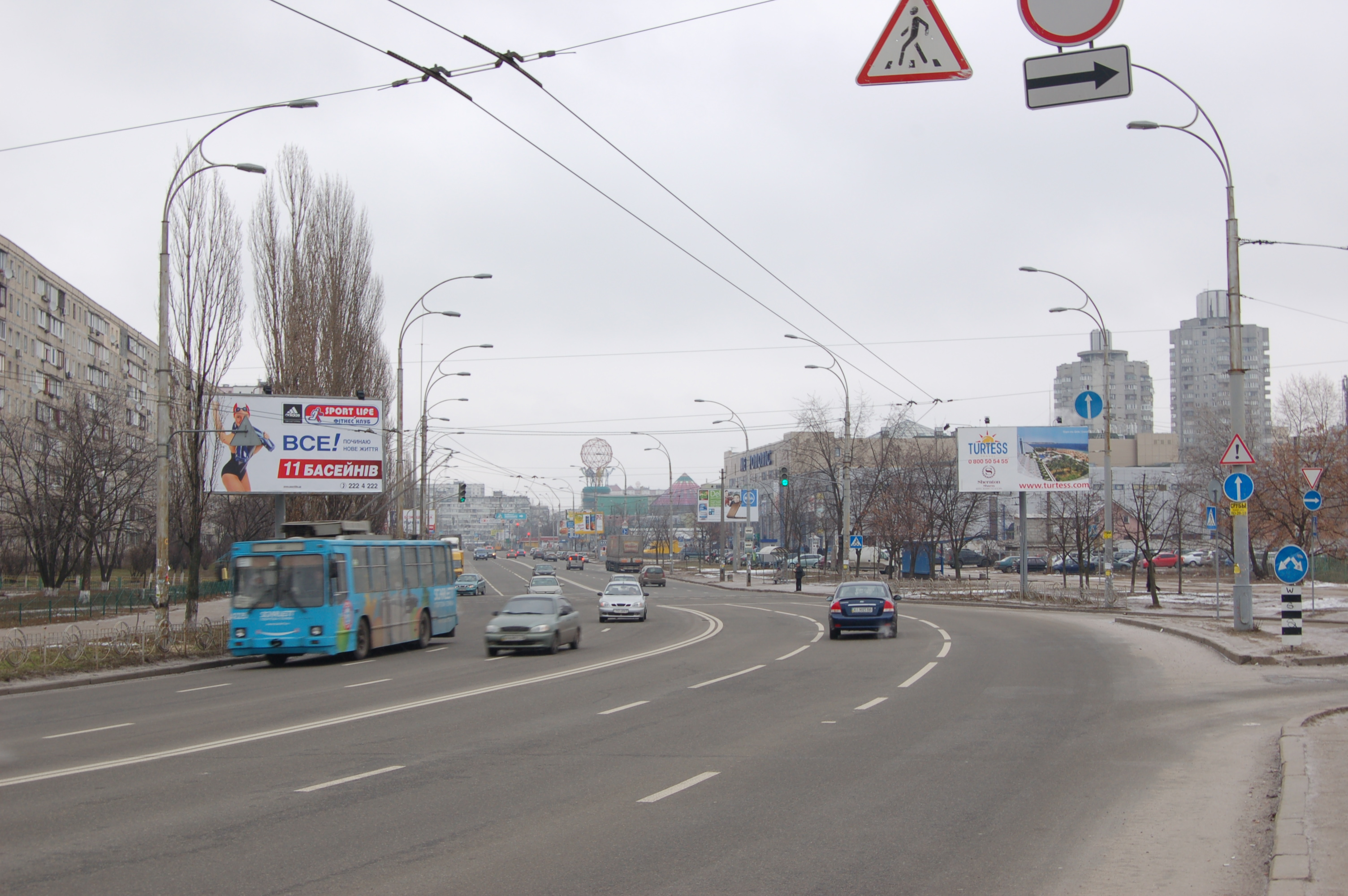
Вулиця Героїв полку «Азов»
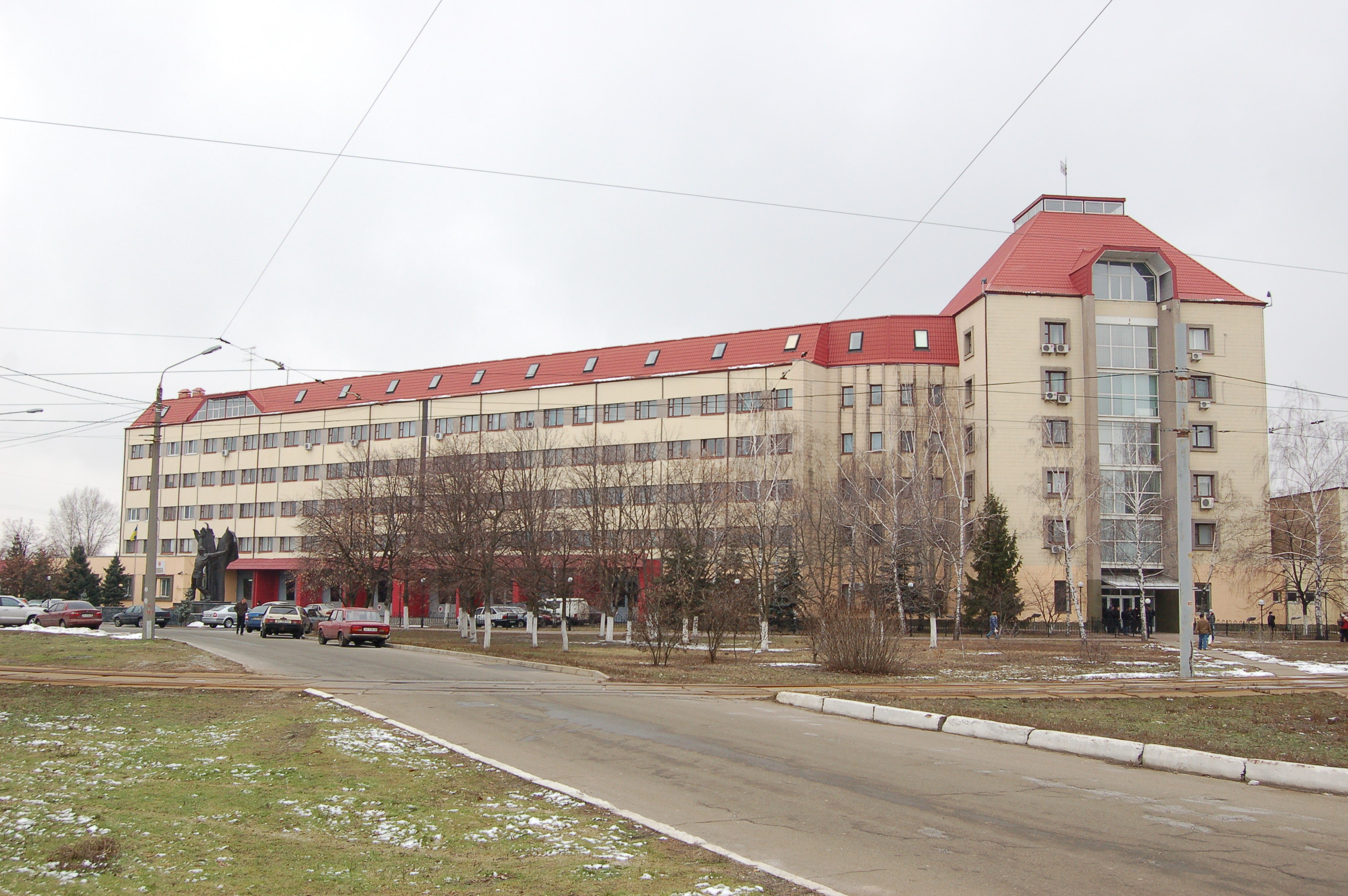
Пожежне депо
Пам'ятник пожежникам
Меморіальний знак на честь Героїв Чорнобиля
Церква Ікони Пресвятої Богородиці «Неопалима купина» (ПЦУ)